# Selección femenina de rugby de Japón
La selección femenina de rugby de Japón es el equipo nacional que representa a la Japan Rugby Football Union (JRFU) en competencias internacionales.

## Palmarés
- Asia Rugby Women's Championship (7): 2010, 2015, 2016, 2017, 2023, 2024, 2025

## Participación en copas
| - Gales 1991: Cuartos de final Copa de plata - Escocia 1994: 16º puesto - Países Bajos 1998: no clasificó - España 2002: 13º puesto - Canadá 2006: no clasificó - Inglaterra 2010: no clasificó - Francia 2014: no clasificó - Irlanda 2017: 11° puesto - Nueva Zelanda 2021: fase de grupos - Inglaterra 2025: clasificado - WXV 2 2023: 4° puesto - WXV 2 2024: 6° puesto | - Asia Rugby Women's 2006: no participó - Asia Rugby Women's 2007: 3º puesto - Asia Rugby Women's 2008: 2º puesto - Asia Rugby Women's 2012: 2º puesto - Asia Rugby Women's 2013: 2º puesto - Asia Rugby Women's 2014: 3º puesto - Asia Rugby Women's 2015: Campeón - Asia Rugby Women's 2016: Campeón - Asia Rugby Women's 2017: Campeón - Asia Rugby Women's 2022: no participó - Asia Rugby Women's 2023: Campeón |